# Pedraído
Pedraído ist ein Ort und eine ehemalige Gemeinde (Freguesia) im Norden Portugals.
Pedraído gehört zum Kreis Fafe im Distrikt Braga. Die Gemeinde hatte eine Fläche von 5,2 km² und 267 Einwohner (Stand 30. Juni 2011).
Am 29. September 2013 wurden die Gemeinden Pedraído, Aboim, Felgueiras und Gontim zur neuen Gemeinde União das Freguesias de Aboim, Felgueiras, Gontim e Pedraído zusammengeschlossen.